# Psyché (Lully)
Psyché és una tragèdia lírica escrita per Jean-Baptiste Lully. Està composta per un pròleg i cinc actes. El llibret és de Thomas Corneille, basat en L'ase daurat d'Apuleu. L'estrena va ser a l'Òpera de París, el 19 d'abril de 1678.

## Personatges
Pròleg
- Venus (soprano)
- L'Amor, Cupido (paper silenciós)
- Flora (soprano)
- Vertumne (haute-contre o tenor agut)
- Palèmon (taille o baritenor)
- Nimfes de Flora (sopranos)
- Els deïtats de la terra i l'aigua

Tragèdia
- Júpiter (baix)
- Venus (soprano)
- L'Amor (soprano i haute-contre)
- Mercuri (haute-contre)
- Vulcà (haute-contre)
- Zèfir (haute-contre)
- El rei, el pare de Psyché (baix)
- Psyché (soprano)
- Aglaure, germana de Psyché (soprano)
- Cidippe, germana de Psyché (soprano)
- Licas (baix)
- El Déu d'un riu (baix)
- Nimfes, zèfirs & Amors (sopranos)
- Dues nimfes de l'Acheron (sopranos)
- Les tres Fúries (haute-contre, baritenor i baix)

Divertissement final
- Apol·lo (haute-contre)
- Bacus (soprano)[3]
- Momo (baix)
- Mart (haute-contre)
- Dues Muses (sopranos)
- Silè (soprano)
- Dos sàtirs (baritenor i baix)

## Sinopsi
Al pròleg, Venus foragita els seguidors de Flora que l'han feta venir per a castigar Psyché, reverenciada pels mortals com una segon Venus.
En l'acte I, les germanes de Psyché declaren que ella ha de ser sacrificada al drac que atemoreix el reialme. En arribar Psyché, les germanes fugen, però son pare li dona la notícia de l'oracle. Sense dubtar-ho, Psyché escala a dalt d'una roca i s'ofereix en sacrifici, davant la consternació de son pare, i els zèfirs se l'emporten.
En l'acte II, Vulcà i un grup de cíclops construeixen un palau per a Psyché. Abans de completar-ne les obres, Vulcà és sorprès per la seva esposa Venus, qui li fa saber que ha estat traïda pel seu fill. Tots dos discuteixen i Venus jura venjança contra el fill. Psyché es desperta i és afalagada per Cupido, el qual ha d'amagar la seva identitat.
En l'acte III, Venus pren l'aparença d'una nimfa i dona a Psyché una llàntia amb la qual podrà descobrir la identitat del seu estimat. Psyché està encantada que el seu amant sigui Cupido, però el llum de la llàntia desperta el déu. Al mateix temps, el palau desapareix i Psyché és abandonada en un paratge desolat. Venus fa baixar Psyché a l'infern per a recuperar una caixa on Proserpina guarda la bellesa. Psyché tracta d'ofegar-se ella mateixa, però és salvada pel déu del riu, que l'acompanya al món subterrani.
En l'acte IV, Psyché resisteix la tortura de tres fúries per tal de trobar les nimfes de l'Acheron. Les nimfes foragiten les fúries, donen a Psyché la caixa i la condueixen al jardí de Venus.
Per acabar, en l'acte V, Psyché obri la caixa, amb l'esperança de trobar la bellesa que havia perdut a causa de les darreres dificultats. Però en lloc de la bellesa, la caixa expulsa un verí en forma de vapor que mata Psyché. Venus apareix per a celebrar-ho i torna Psyché a la vida per a torturar-la més. Està impressionada que Psyché encara estimi el seu fill, tot i les penúries. Però està resolta a castigar-la més. Mercuri baixa i li demana que s'aturi, atès que el patiment de Cupido està provocant el caos en l'univers. Venus no té en compte el que li diu Mercuri i Júpiter baixa per a calmar la deessa i fer Psyché immortal.

## Comentaris
Lully va utilitzar aquesta història per primer cop el 1671 en una tragèdia – ballet amb llibret de Molière, Pierre Corneille i Phillippe Quinault. Els autors van conservar els intermedis de la versió tragèdia – ballet, van reemplaçar els diàlegs parlats per recitatius i van reforçar el paper dels déus a expenses dels personatges humans. Psyché va ser la primera de dues col·laboracions de Lully i Thomas Corneille.